# Cray T3D
Cray T3D は、クレイ・リサーチが初めて開発した超並列型スーパーコンピュータである。1993年に登場したもので、クレイとしては初めて独自でないマイクロプロセッサをスーパーコンピュータに使用した。"T3D" とは Torus, 3-Dimensional を意味する。

## 概要
32個から2048個の Processing Elements (PE) で構成され、各PEは150MHzの DEC Alpha 21064 (EV4) プロセッサ1個と16MBから64MBのDRAMから成る。2つのPEでペアを構成し、さらに6ウェイの相互接続スイッチを加えてノードを構成する。スイッチのピーク帯域幅は300MB/sであり、ペアのPEを接続する以外の4ウェイでスイッチ間を相互接続し、全体として3次元のトーラス状のネットワーク形状となる。
T3D はホストとして Cray Y-MP Model E、M90 または C90シリーズをフロントエンドに使用するよう設計されており、UNICOSオペレーティングシステムと入出力やシステムサービス機能はほぼ全てフロントエンドで動作する。各 PE で動作するのは、UNICOS MAX と呼ばれる単純なマイクロカーネルである。
構成にはいくつかの種類がある。SC（Single Cabinet）モデルは、1つの筐体にホストである Y-MP と共存し、128個または256個のPEまで構成可能である。MC（Multi Cabinet）モデルは、ホストとは別の水冷筐体を使う。MCA モデルは、小型（最大128PE）の空冷式の複数筐体を使う。MCN モデルは別の水冷式であり、相互接続の配線を工夫することで2のべき乗個以外のPE個数でも構成可能であった。
Cray T3D MC 筐体には、その前面にアップルのPowerBookが埋め込まれていた。その用途は単に、液晶画面上にクレイリサーチとT3Dのロゴをアニメーション表示するためであった。
1995年には、後継の Cray T3E に取って代わられた。

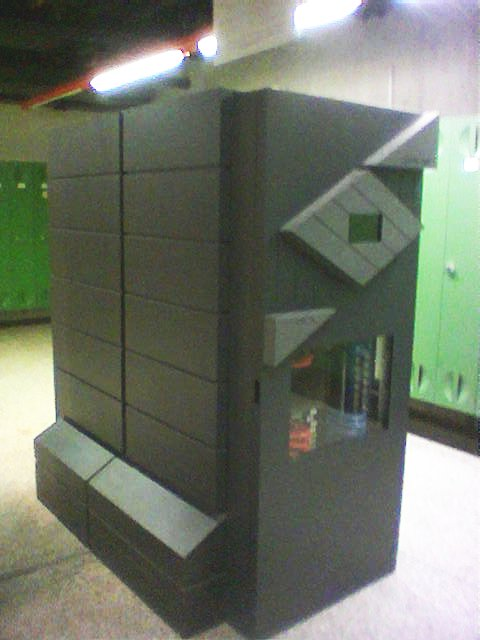
T3D MC 256 （スイス連邦工科大学ローザンヌ校、EPFL）
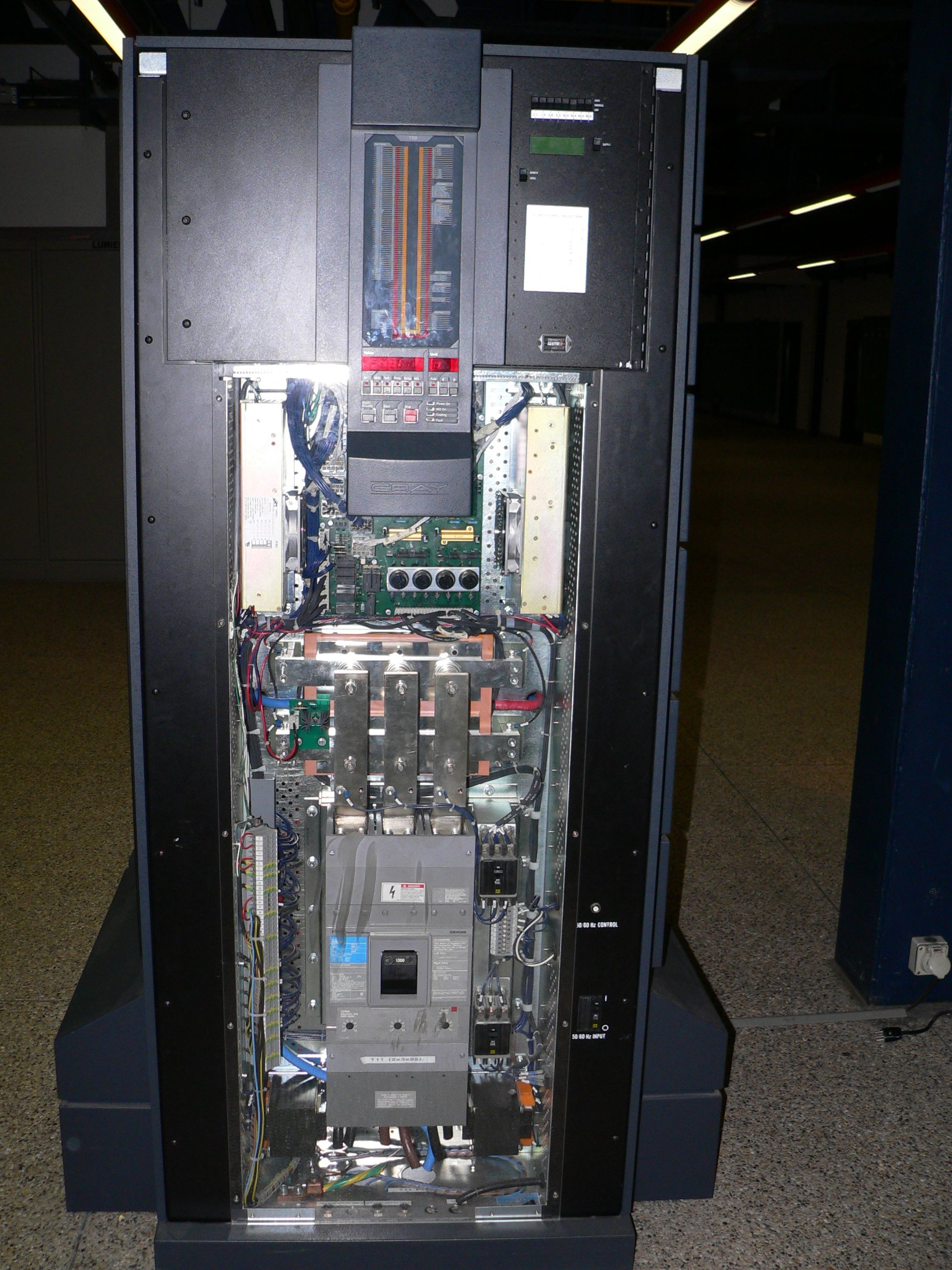
T3D MC 256
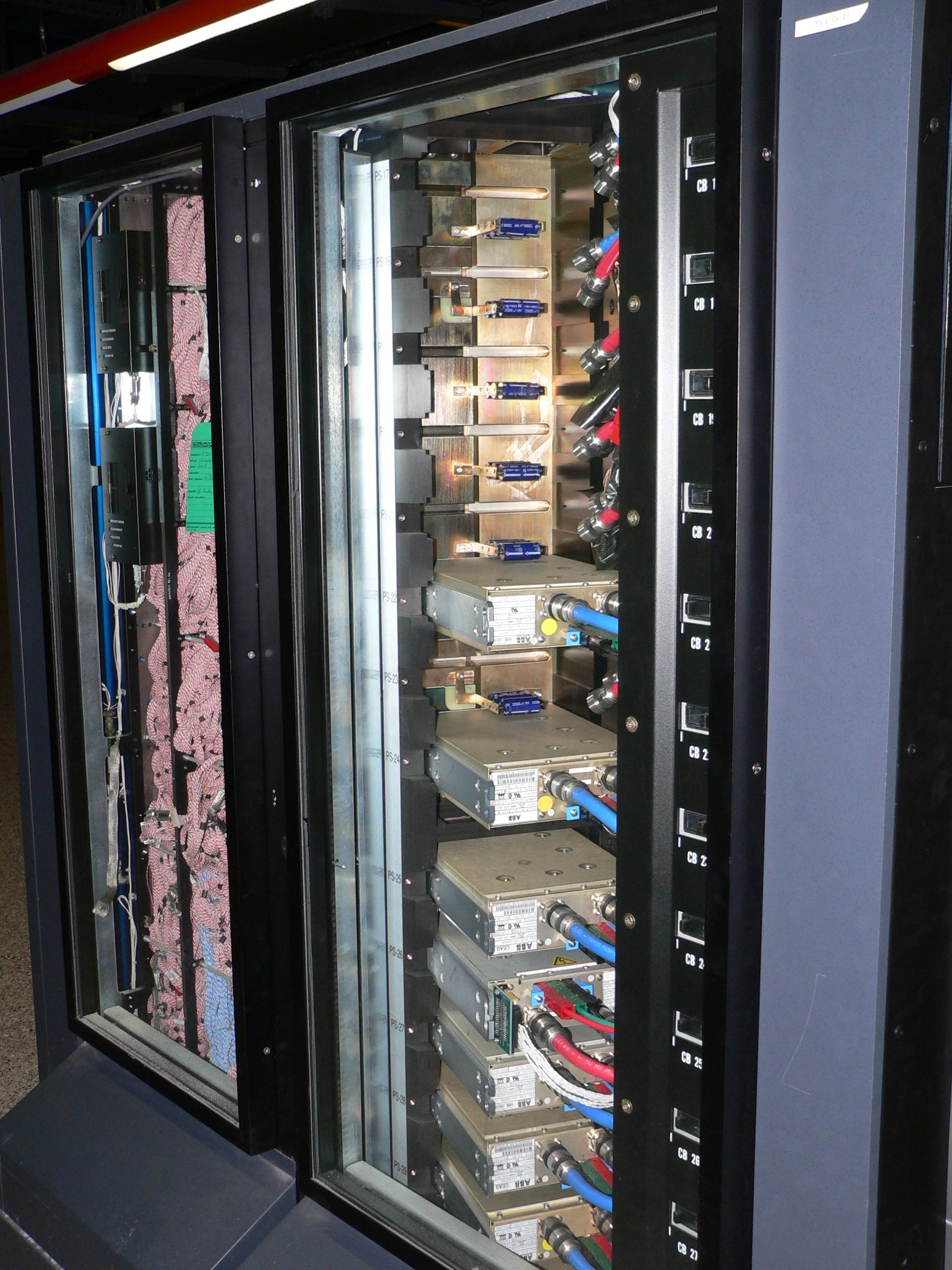
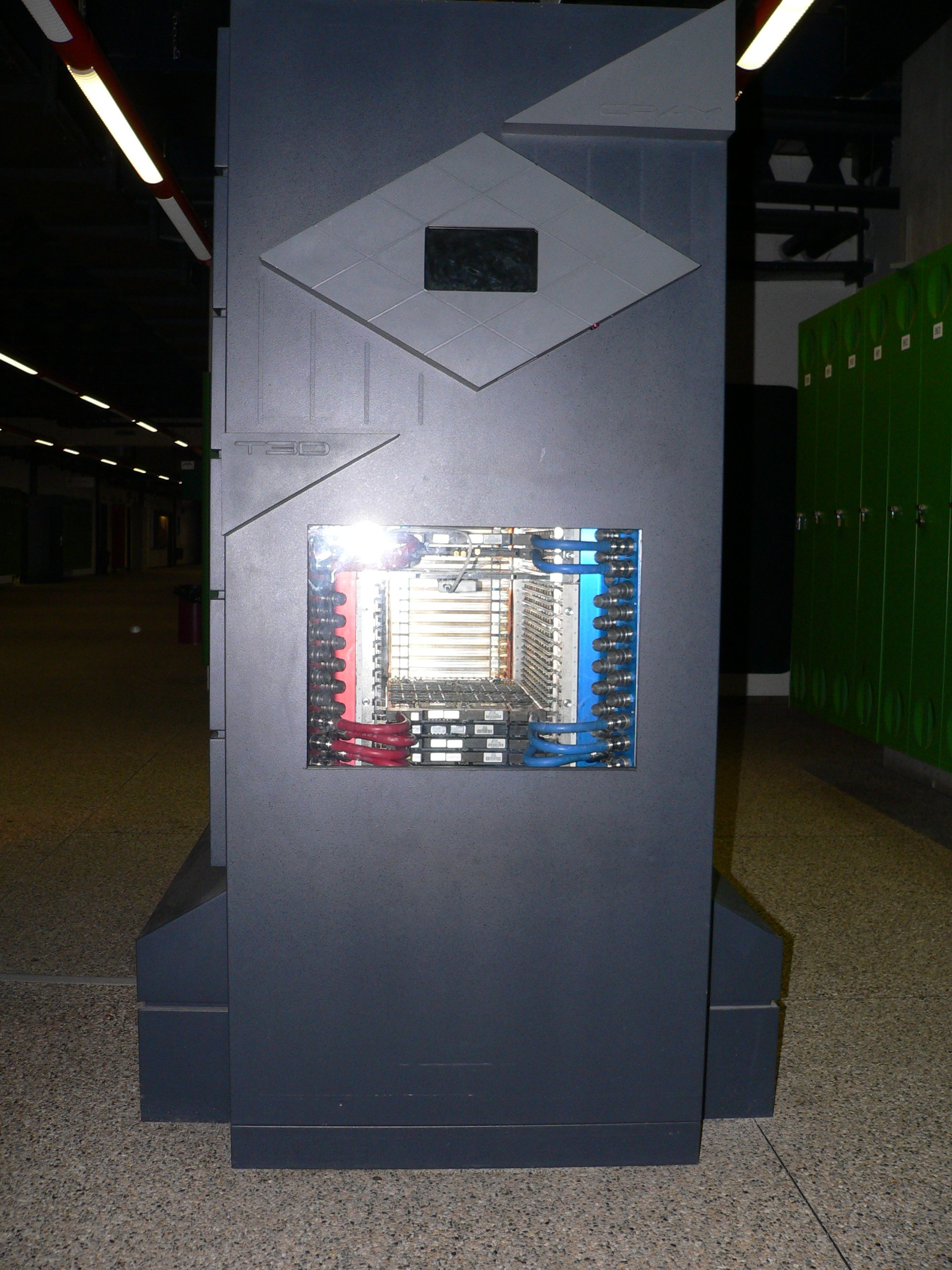
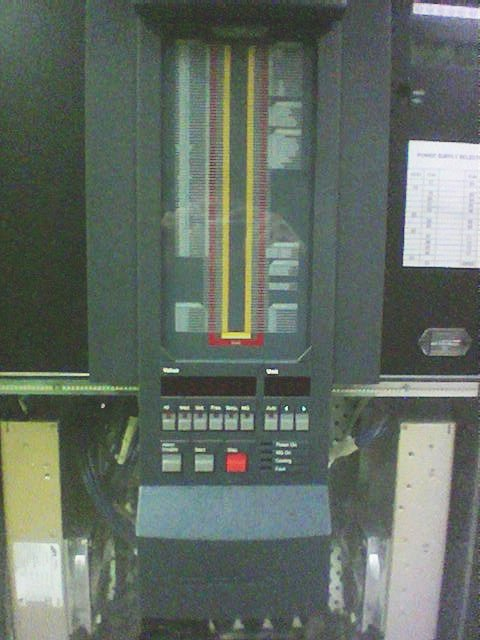
T3D MC 256 制御パネル
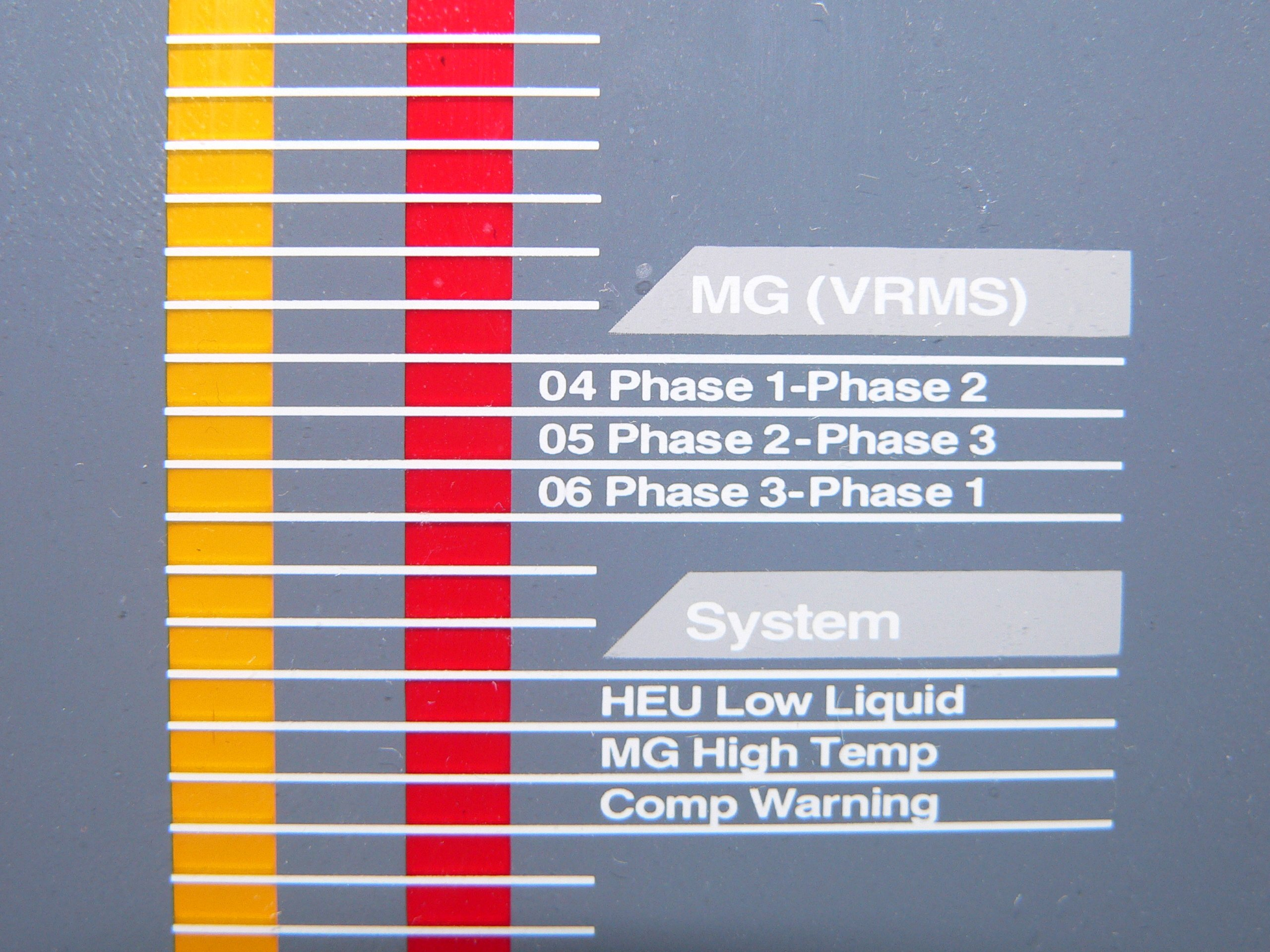
MC 256 制御パネル
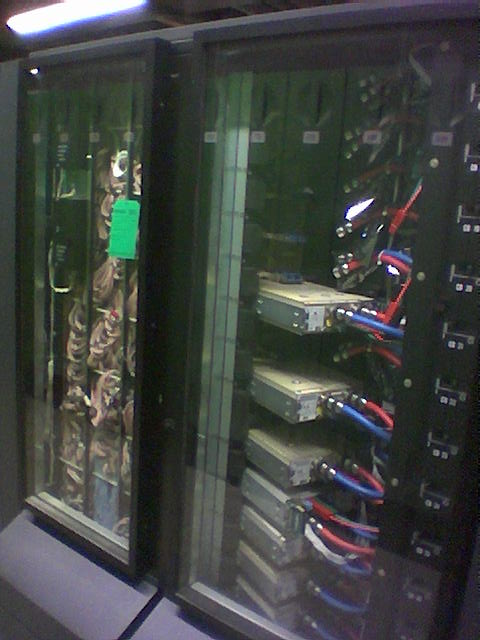
T3D MC 256 の内部